# Reuben Gauci
Reuben Gauci (Mellea, 28 ottobre 1983) è un ex calciatore maltese, di ruolo portiere.

## Carriera

### Club
Ha giocato nella massima serie del campionato maltese con varie squadre.

### Nazionale
Con la Nazionale maltese ha esordito nel 2005.